# 3C Casalinghi Jet Androni Giocattoli
L'equip 3C Casalinghi Jet Androni Giocattoli, conegut anteriorment com a Androni Giocattoli, va ser un equip ciclista professional italià, que competí de 2005 a 2006. El 2005 tenia de categoria continental i l'any següent va pujar a continental professional.
No s'ha de confondre amb el posterior Androni Giocattoli.

## Principals resultats

### A les grans voltes
- Giro d'Itàlia
  - 0 participacions
- Tour de França
  - 0 participacions
- Volta a Espanya
  - 0 participacions

## Classificacions UCI
L'equip participa en les proves dels circuits continentals i principalment en les curses del calendari de l'UCI Europa Tour.
UCI Europa Tour
| Temporada | Classificació per equips | Millor ciclista en la classificació individual |
| --------- | ------------------------ | ---------------------------------------------- |
| 2005      | 29è                      | Paolo Bailetti (63è)                           |
| 2006      | 24è                      | Raffaele Ferrara (22è)                         |